# نسيج أكسفورد

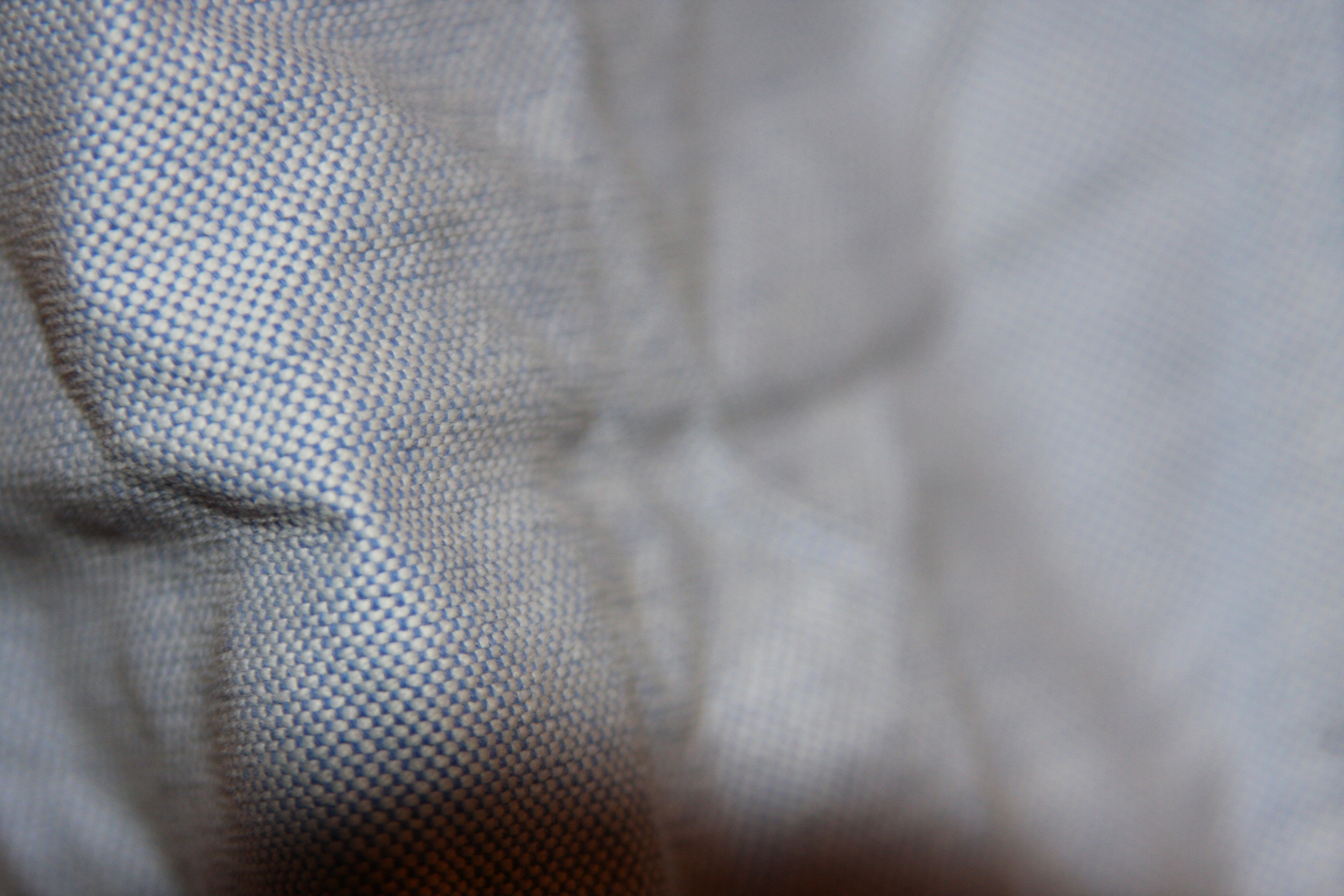
صورة لقماش أكسفورد

قماش أكسفورد هو نوع من الأقمشة المستخدمة في القمصان الرسمية، استخدمت في فترة سابقة لتصنيع ألبسة خاصة بجامعة أكسفورد.

## البنية
حياكة أكسفورد هي حياكة مشتقة من حياكة السلة ولها مظهر لامع يجعل القماش المصنع وفقها شائعًا لأقمشة القمصان.

## الأصناف
من أصناف قماش أكسفورد: أكسفورد سادة، أكسفورد مدقدق، وأكسفورد ملكي. يستخدم الصنفان الأول والثاني في صناعة القمصان الرسمية ذات الياقة، ويستخدم الصنف الثالث في نصنيع الألبسة الرياضية أو ألبسة رجال الأعمال.